# Günther Pallaver
Günther Pallaver (* 9. Februar 1955 in Bozen) ist ein italienischer Politikwissenschaftler, Historiker, Journalist und emeritierter Universitätsprofessor aus Südtirol. Von 1989 bis 2020 lehrte Pallaver am Institut für Politikwissenschaft der Universität Innsbruck; von 2017 bis 2020 war er an derselben Universität Leiter des Instituts für Medien, Gesellschaft und Kommunikation. Seit 2020 ist Pallaver Senior Researcher am Institut für Vergleichende Föderalismusforschung von Eurac Research in Bozen.

## Beruflicher Werdegang
Der aus Branzoll stammende Pallaver besuchte das Franziskanergymnasium Bozen und studierte anschließend von 1974 bis 1980 Rechtswissenschaft an der Universität Innsbruck. Von 1977 bis 1979 war er parallel dazu Vorsitzender der Südtiroler Hochschülerschaft, zeitweise auch Mitglied der SVP-Jugend. Anschließend absolvierte er ein Studium der Geschichte, Kunstgeschichte und Politikwissenschaft. 1986 promovierte er mit einer von Gerhard Oberkofler betreuten Dissertation über katholische Moralvorstellungen im 16. und 17. Jahrhundert in Tirol.
Während und nach dem Ende seiner Studienzeit arbeitete er als Lehrer an verschiedenen Südtiroler Mittel- und Oberschulen sowie als Journalist für die Tageszeitung Alto Adige und für das Südtiroler Wochenmagazin ff. 1989 begann seine Lehrtätigkeit als Assistent und Lektor an den Instituten für Politikwissenschaft und Zeitgeschichte der Universität Innsbruck. 2001 erlangte er seine Habilitation mit der Arbeit Dimensionen ethnischer Konfliktregelung. Südtirol als Fallbeispiel zwischen Consociational Democracy, Europa der Regionen und Italiens politischem System im Wandel. In den Jahren 2005–2009 war er Dekanstellvertreter der Fakultät für Politikwissenschaft und Soziologie der Universität Innsbruck. 2010 erhielt er in Innsbruck eine Universitätsprofessur, die er bis zu seiner Pensionierung 2020 innehatte. Anschließend begann Pallaver eine Tätigkeit als Senior Researcher am Institut für Vergleichende Föderalismusforschung an der Eurac in Bozen.
Pallaver war seit dem Jahr 2006 mehrmals Gastprofessor an der Universität Trient und an der Freien Universität Bozen. Er ist Mitarbeiter zahlreicher Printmedien in Italien und Österreich und Präsident der Südtiroler Gesellschaft für Politikwissenschaft. Seit 2014 ist Pallaver Mitglied der Accademia degli Agiati von Rovereto.
In seinen Arbeiten beschäftigt sich Pallaver mit Südtirols Regionalpolitik und Südtiroler Zeitgeschichte, dem politischen System Italiens, Fragen der politischen Kommunikation sowie Alltagsgeschichte der Frühen Neuzeit.
Pallaver hat seinen umfangreichen Vorlass dem Südtiroler Landesarchiv übergeben.